# Strygekvintet
En strygekvintet er et musikværk for fem strygere. Langt de fleste strygekvintetter er for en af disse to besætninger:
- To violiner, to bratscher og en cello. Med to bratscher til at fylde det mellemste toneregister er der som regel en "tæt" klang.
- To violiner, en bratsch og to celloer. Dette giver en mere "åben" klang, men med god bund i basregistret.

Man kan også sige det på den måde, at en strygekvintet er en strygekvartet med en ekstra bratsch eller cello.

## Sprogforvirring
Man bør være opmærksom på, at på visse sprog hedder det en "strengekvintet" (f.eks. på engelsk: string quintet). Og sådan en kan godt være noget helt andet. F.eks. har Boccherini skrevet kvintetter for guitar og fire strygere.

## Komponister
Nogle komponister, som har skrevet væsentlige strygekvintetter:
- Luigi Boccherini (1743-1805)
- Wolfgang Amadeus Mozart (1756-1791)
- Ludwig van Beethoven (1770-1827)
- Franz Schubert (1797-1828)
- Anton Bruckner (1824-1896)
- Johannes Brahms (1833-1897)
- Antonin Dvorák (1841-1904)